# Retusz
Retusz – zabieg poprawiania fotografii, poprzez jej odnowienie, zmianę barwną fotografii, wykadrowanie, poprawę szczegółów, a także zmiany poza obszarem kadru, np. dodanie ramki. Retuszem jest również wykreowanie fotografii na styl dawnych fotografii.